# Österlen FF
Die Österlen Fotbollförening ist ein schwedischer Fußballverein aus Brantevik, Gemeinde Simrishamn in der Region Österlen, der aktuell in der vierten Liga spielt. Der Klub unterhält auch eine Frauenfußball-Sparte.

## Geschichte
Der Verein wurde 2010 durch den Zusammenschluss der Vereine Branteviks IF und Rörums SK gegründet.
Zwischen 2010 und 2013 trug der Klub seine Heimspiele abwechselnd in Brantevik und Rörum aus. 2014 verließ Rörums SK die Vereinigung und bildete wieder eine eigene Mannschaft. Dafür trat Skillinge IF dem Zusammenschluss bei. Seitdem ist der Skillinge Idrottsplats die Heimstätte von Österlen FF. Die Spielstätte hat ein Fassungsvermögen von 1300 Zuschauern.
Österlen FF nahm den Spielbetrieb in der sechstklassigen Division 4 auf. Bereits nach drei Jahren gelang 2013 der Aufstieg in die Division 3. Es folgte der unmittelbare Durchmarsch in die Division 2. Nach nur einer Spielzeit stieg Österlen wieder in die Division 3 ab. In der darauffolgenden Spielzeit gelang der sofortige Wiederaufstieg ohne eine einzige Saisonniederlage. 2020 gewann ÖFF die Meisterschaft in der Division 2 und stieg erstmals in der Vereinsgeschichte in die drittklassige Division 1 auf, konnte die Klasse jedoch nicht halten.